# Edilenia Tactuk
Edilenia Tactuk Quezada es una guionista y productora de televisión y espectáculos en República Dominicana, que inicio su carrera en los medios en el 1987 en el programa Show de la Noche de Jochy Santos y J. Eduardo Martínez. Ha sido reconocida principalmente por su trabajo en los programas de televisión: Sábado Chiquito, Piedra Papel y Tijera y Divertido con Jochy. Se destacó como productora de Premios Casandra en el 2008 y 2010 y en los Premios Soberano 2016 y 2017. A lo largo de su carrera ha sido galardona con 18 estatuillas de Premio Casandra y Premios Soberano. En el 1995 obtuvo un Premio Emmy Internacional por el especial 12 horas en sintonía con los niños realizado para el UNICEF. En 2023 fue incluida en la lista de las 50 mujeres poderosas de República Dominicana, elaborada por la revista Forbes.Edilenia Tactuk es creadora del proyecto “Imaginativa" La Semana de la Televisión Dominicana. Una plataforma que promueve y motiva un análisis en los medios de comunicación e impulsa esfuerzos a favor de la televisión dominicana.
Ha sido aceptada como miembro de la Academia Internacional de Artes y Ciencias de la Televisión, entidad que agrupa líderes mundiales de la televisión y organiza cada año el International Emmy Award. En el 2022 fue parte del libro "Dominicana Creativa" editado por el Banco Popular Dominicano, para promover las industrias creativas y culturales de la Rep. Dom. teniendo la responsabilidad de escribir el artículo que abordó el tema de la televisión y la radio, visto desde la historia personal de la productora.
Su trayectoria de más de tres décadas, esta protagonizada por innumerables producciones cargadas de emociones y momentos inolvidables. (Video resumen)

### Curiosidades
Edilenia Tactuk es posiblemente la única mujer productora y guionista que ha tenido a su cargo cinco producciones nacionales en el Estadio Olímpico. Ha producido eventos en todos los venues importantes de República Dominicana: Altos de Chavón, Palacio de los Deportes, Estadio Olímpico, Teatro Nacional, Gran Teatro del Cibao, Gran Arena del Cibao, Teatro La Fiesta Hotel Jaragua, Anfiteatro Nuryn Sanlley, y Palacio de Bellas Artes. Única mujer productora de televisión que ha producido ocho transmisiones kilométricas con más de 9 horas de televisión en vivo. Ha producido formatos de radio, espectáculos, televisión, y teatro.

## Carrera

### El Show de la Noche ySábado Chiquito de Corporán
Edilenia Tactuk realizó estudios de Arte Publicitario en la Universidad APEC de Santo Domingo. Su carrera en la televisión dominicana inició en el 1987 como asistente de producción del programa El Show de la Noche de Jochy Santos y J. Eduardo Martínez que se transmitía por Teleantillas. Se integró al equipo de producción de Sábado de Corporán, de Rafael Corporán de los Santos en el 1989 como asistente de producción. 
El 7 de agosto del 1990 fue designada productora del programa dirigido al público infantil Sábado Chiquito de Corporán que se transmitía todos los sábados por Color Vision de 8:00 a 12:00 del mediodía. Obtuvo un Premio Emmy Internacional en 1995 por su trabajo en el especial 12 horas en sintonía con los niños, con el apoyo de UNICEF. Para esa producción Edilenia se estrenó como compositora, escribiendo las canciones del álbum de Las Corporecitas "Planeta del Amor". 
En 1997 fundó la compañía TIC, que se ha encargado de producir gran variedad de eventos públicos, corporativos, espectáculos y programas de radio y televisión.

### Radio, Televisión y Espectáculos
En el 1997, creó el programa de radio para niños Radio Tic Tac "Niños creciendo cada minuto", realizado por un elenco de niños dominicanos y de diferentes países de Latinoamérica. Este programa se escuchó en Methuen, Massachusetts, Rep. Dom. y España y estuvo en el aire hasta el 2001. 
En el 2001, inicio el proyecto de televisión de Producciones Jatnna: "Piedra Papel y Tijera" conducido por José Lora, Evelyn Díaz y Giovanna Bonelly por Color Vision. Un formato de revista de variedades que se transmitía a las 6:00 p. m. diariamente. 
En marzo del 2004 su carrera se impulsa al estrenarse como productora del programa "Divertido con Jochy" por Telesistema canal 11 donde permaneció por 12 años, obteniendo varias estatuillas otorgadas por Acroarte por la calidad de sus producciones.
En el 2005 produjo su primer especial de televisión: "Coronando Africa", protagonizado por Iván Gómez, Federico Jovine, Luis Manuel Gonzales, Rubén Torres, Luis Franco y Karim Mella quienes se convirtieron en los primeros dominicanos en coronar la montaña más alta del continente Africano Kilimanjaro. Posteriormente en el 2006 produjo el especial "Coronando América" junto a Federico Jovine, Iván Gómez, Rubén Torres y Karim Mella, los primeros dominicanos en coronar la cumbre de la montaña más alta del continente Americano, el Aconcagua.
Entre 2010 y 2012 produjo junto a Evelyn Díaz los especiales: Detrás de la música de Juan Luís Guerra, y Amelia Vega: Una Reina con Sabor Caribeño.
En 2014 y 2015 conceptualizó el especial de televisión Top 13 junto a Isaura Taveras, y en 2022 se encargó de producir y crear un formato de televisión para el personaje infantil Sofía Globitos Superstar, creado por la actriz Bianca García.
Entre los conciertos y espectáculos producidos por Edilenia se encuentran: “Negros: En Las Piedras”, “Miguel y Raymond: Los Reyes del Humor”, "Carne" Marel Alemany, “Torito Pa’l Pueblo, Cuatro ediciones del Aniversario Telemicro en el Estadio Olímpico, “Shadow Blow En El Área”, “The New York Band”, producción general de artistas dominicanos del “Festival Presidente 2017”, 35 años de Pochy Familia y La Cocoband, Eddy Herrera: "Agradecido", Don Miguelo "El Mejor del Bloque" entre otras producciones. 
En el 2020 realizó la producción "Muestra tu Corazón" durante la pandemia del Covid 19. Esta transmisión unió a más de 30 canales de televisión a favor de varias fundaciones. Contó con la participación de más de 20 artistas y con la conducción de Amelia Vega. El cierre de este especial estuvo a cargo de Rafael Solano quien interpretó un musical en medio de la avenida George Washington paralizada por el toque de queda.

### Premios Soberano y Proyecto Imaginativa
Paralelo a su trabajo en programas de televisión, Tactuk se desempeñó como productora artística de los Premios Soberano en 2008, 2010, 2016 y 2017. De igual forma, ha ganado este premio en dieciocho oportunidades. En 2018 fue admitida como miembro de la Academia Internacional de Artes y Ciencias de la Televisión.
Tactuk es la creadora de Imaginativa "La Semana de la Televisión Dominicana", una «plataforma que promueve y motiva un análisis en los medios de comunicación e impulsa esfuerzos para mejorar la televisión dominicana», de acuerdo con la revista Forbes. Imaginativa desde el 2016 organiza eventos con el objetivo de impulsar a nuevos talentos de la televisión de su país.
Dentro de la producción de Imaginativa, Edilenia Tactuk creó el Premio Maíta inspirado en María Cristina Camilo para reconocer a figuras influyentes de la historia de la televisión. En la primera edición los reconocidos fueron: Nuria Piera, Huchi Lora, José Guillermo Sued, Roberto Salcedo, Augusto Guerrero, Anita Ontiveros, Freddy Ginebra, Ellys Pérez y Socorro Castellanos. En esta emotiva ceremonia estuvo presente María Cristina Camilo.

### El regreso de Divertido con Jochy
En enero del 2024 Edilenia Tactuk y Jochy Santos anunciaron el regreso de Divertido con Jochy como programa de temporada por Color Vision. El programa salió al aire con un formato renovado y con la presentación de nuevos talentos. Rosmery Herrand, Valentina Campion, María Angélica Ureña, Jay Jiménez y Gabriella de la O, fueron parte del nuevo elenco. La temporada terminó luego de 14 programas en vivo llenos de alegría y diversión. Fue memorable el último programa que tuvo una edición especial de 4 horas con la presentación en vivo de Gilberto Santa Rosa y del maestro Wilfrido Vargas En el 2025 este programa fue reconocido por Acroarte como mejor programa de temporada del 2024.

### Teatro
Edilenia Tactuk ha creado una empresa ORBITEA junto a su hija Alicia Cabrera Tactuk para realizar producciones para teatro. En el 2024 presentaron en República Dominicana: Matilda, El Musical. En República Dominicana se presentó mediante un acuerdo especial con Music Theatre International (MTI), organización que también suministra todos los materiales autorizados de la producción.

## Producciones destacadas
| Año       | Título                      | Rol                                                                                           | Notas                                            |
| --------- | --------------------------- | --------------------------------------------------------------------------------------------- | ------------------------------------------------ |
| 1987      | El Show de la Noche         | Asistente de producción                                                                       | Jochy Santos y J. Eduardo Martínez               |
| 1989      | Sábado de Corporán          | Asistente de producción                                                                       | Color Vision                                     |
| 1990-1995 | Sábado Chiquito de Corporán | Productora y Guionista                                                                        | Color Vision                                     |
| 1994      | 12 Horas en Sintonía        | Productora y Guionista                                                                        | Especial de televisión, UNICEF                   |
| 1994      | Album " Planeta del Amor"   | Productora y Compositora                                                                      | Producción de Las Corporecitas                   |
| 1997-2001 | Radio TIC TAC               | Productora y Guionista                                                                        | Programa Infantil de radio                       |
| 2001      | Piedra, Papel y Tijera      | Productora                                                                                    | Color Vision                                     |
| 2004      | Negros En Las Piedras       | Productora                                                                                    | Altos de Chavón                                  |
| 2004-2016 | Divertido con Jochy         | Productora y Guionista                                                                        | Telesistema, Telemicro                           |
| 2005      | "Coronando Africa"          | Dirección de edición                                                                          | Especial de televisión                           |
| 2006      | "Coronando América"         | Dirección de edición                                                                          | Especial de televisión                           |
| 2008      | Premios Casandra            | Productora Artística                                                                          | Conductora: Milly Quezada                        |
| 2009      | "Carne" Marel Alemany       | Productora del lanzamiento del álbum                                                          | Palacio de Bellas Artes                          |
| 2010      | Premios Casandra            | Productora Artística                                                                          | Conducción: Raymond y Miguel                     |
| 2010      | Los Reyes del Humor         | Productora                                                                                    | Teatro La Fiesta                                 |
| 2011      | Los Reyes del Humor         | Productora                                                                                    | Gran Teatro del Cibao                            |
| 2012      | Torito Pal Pueblo           | Productora                                                                                    | Gran Arena del Cibao                             |
| 2014      | Aniversario Telemicro       | Productora                                                                                    | Estadio Olímpico                                 |
| 2014-2015 | Top 13                      | Productora y Guionista                                                                        | Especial para televisión                         |
| 2015      | Shadow Blow en el Área      | Productora                                                                                    | Anfiteatro Nuryn Sanlley                         |
| 2015      | Aniversario Telemicro       | Productora                                                                                    | Estadio Olímpico                                 |
| 2016      | Premios Soberano            | Productora Artística                                                                          | Conducción: Irving Alberti y Cheddy García       |
| 2016      | Imaginativa                 | Fundadora (Primera edición)                                                                   | Semana de la Televisión Dominicana               |
| 2016      | The New York Band           | Productora                                                                                    | Reencuentro Cherito y los integrantes originales |
| 2017      | Premios Soberano            | Productora Artística                                                                          | Conducción: Pamela Sued y Francisco Vásquez      |
| 2017      | Festival Presidente         | Productora Artistas Dominicanos                                                               | Estadio Olímpico                                 |
| 2017      | Aniversario Telemicro       | Productora                                                                                    | Estadio Olímpico                                 |
| 2019      | Imaginativa II              | Productora                                                                                    | Semana de la Televisión Dominicana               |
| 2020      | Muestra tu corazón          | Productora                                                                                    | Cadena de televisión (En pandemia)               |
| 2020      | Imaginativa III             | Productora                                                                                    | Edición Online                                   |
| 2022      | Don Miguelo, EMDB           | Productora                                                                                    | Gran Arena del Cibao                             |
| 2022      | Imaginativa IV              | Productora                                                                                    | Semana de la Televisión Dominicana               |
| 2022      | 35 años Pochy Familia       | Productora                                                                                    | Teatro La Fiesta                                 |
| 2022      | Sofía Globitos Superstar    | Productora y Guionista                                                                        | Primera temporada                                |
| 2023      | Eddy Herrera, "Agradecido"  | Productora y Guionista                                                                        | Gran Teatro del Cibao                            |
| 2023      | Imaginativa V               | Productora                                                                                    | Semana de la Televisión Dominicana               |
| 2024      | Divertido con Jochy         | Productora y Guionista                                                                        | Color Vision                                     |
| 2024      | Matilda, El Musical         | Productora junto a su hija Alicia Cabrera Tactuk. Dirección: Alicia Cabrera y Attilio Rigotti | Teatro Revoltoso, Teatro La Fiesta               |
| 2025      | Taíno: Nobleza              | Guion Presentación Musical BPD                                                                | FITUR 2025                                       |
| 2025      | Orgullo de mi Tierra CCN    | Productora Lanzamiento del proyecto                                                           | Teatro Nacional                                  |
| 2025      | Un Lugar X                  | Concepto y Producción técnica para La X-102                                                   | 10 locaciones de Sto. Dgo.                       |